# Provincia de Jalal-Abad
La provincia de Jalal-Abad (kirguiz: Жалал-Абад областы, ruso: Джалал-Абадская область) es una provincia (óblast) de Kirguistán. La capital es Jalal-Abad. Tiene un área de 33.648 km² y un población de 938.600 habitante en 2009. 
El territorio tiene varios lagos de montaña y fuentes de agua mineral. Tiene también el bosque de nogal más grande del mundo, llamado Arslanbob, que cubre una parte grande de la región. Una parte importante del sistema de energía del país es la central hidroeléctrica de Toktogul, que provee electricidad y agua tanto a Kirguistán como a los países vecinos.
La gente en la región cultiva trigo, fruta, vegetales, maíz, nueces y tabaco, además de criar gusanos de seda. La provincia también tiene algunas fábricas textiles y estaciones hidroeléctricas. También se pueden encontrar minerales, gas natural, carbón, metales y petróleo.

## Organización territorial
La provincia de Jalal-Abad se subdivide en ocho distritos (raiones) y cuatro ciudades:
| Distritos                   | Capital      | Población |
| --------------------------- | ------------ | --------- |
| 1- Distrito de Suzak        | Suzak        | 220.700   |
| 2- Distrito de Bazar-Korgon | Bazar-Korgon | 132.000   |
| 3- Distrito de Nooken       | Massy        | 109.700   |
| 4- Distrito de Aksy         | Kerben       | 106.100   |
| 5- Distrito de Ala-Buka     | Ala-Buka     | 81.500    |
| 6- Distrito de Chatkal      | Kanysh-Kyya  | 21.100    |
| 7- Distrito de Toktogul     | Toktogul     | 83.400    |
| 8- Distrito de Toguz-Toro   | Kazarman     | 21.400    |
| -. Jalal-Abad (ciudad)      |              | 92.100    |
| -. Kara-Kul (ciudad)        |              | 20.800    |
| -. Mailuu-Suu (ciudad)      |              | 18.100    |
| -. Tash-Kumir (ciudad)      |              | 31.700    |